# Guerre des prix du pétrole entre l'Arabie saoudite et la Russie
La guerre des prix du pétrole entre l'Arabie saoudite et la Russie commence au début mars 2020 à la suite de l'échec des négociations sur les quotas de production de l'OPEP et de la Russie, alors que la pandémie de Covid-19 ralentit de façon notable la production des pays industrialisés depuis le début de 2020. Le 8 mars, l'Arabie saoudite réduit le prix de son pétrole brut et annonce vouloir augmenter sa production pétrolière en avril, ce qui provoque une baisse mondiale du prix du baril de pétrole,, mais la Russie refuse encore de collaborer. Le 12 avril, l'OPEP, la Russie, les États-Unis et d'autres pays s'accordent pour réduire significativement la production mondiale, ce qui met fin de facto à ce conflit commercial. Cette guerre économique est l'une des causes majeures du krach boursier de 2020.

## Contexte
En 2014, la production d'huile de schiste augmente alors que la production des pétroles conventionnels reste au même niveau. Dans la foulée, l'Arabie saoudite décide de lancer une guerre des prix pour forcer les États-Unis, principal producteur d'huile de schiste, à adhérer à une politique commune de l'offre du pétrole. Après un an, l'Arabie saoudite renonce à cette guerre de prix parce que les producteurs américains poursuivent leur production. De 2014 à 2016, le prix du baril de pétrole passe de 114 US$ à environ 27 US$.
En septembre 2016, l'Arabie saoudite et la Russie décident de planifier conjointement leur production pétrolière. D'autres pays suivent leur consignes, qu'ils soient membres de l'OPEP ou non ; ce regroupement est appelé « OPEP+ ».
De 2016 à janvier 2020, l'OPEP+ réduit son offre de 2,1 millions de barils par jour (ou 2,1 Mbpj), l'Arabie saoudite réduisant le plus son volume de production.
Au début 2020, à cause de la pandémie de Covid-19, la production industrielle mondiale est réduite, ce qui provoque également une consommation moindre du pétrole ; le prix du baril diminue en conséquence. Par exemple, de janvier à avril 2020, la consommation mondiale de pétrole diminue de 30 %.

## Histoire
Le 15 février 2020, l'Agence internationale de l'énergie annonce que la demande mondiale de pétrole pourrait diminuer de 0,425 Mbpj.
Une diminution marquée de la consommation chinoise, la plus importante depuis 2008 (à la suite de la crise bancaire et financière de l'automne 2008), déclenche une réunion des membres de l'OPEP à Vienne le 5 mars 2020, où ils s'entendent pour réduire leur production de 1,5 Mbpj pendant le second quart de l'année (pour atteindre ainsi une réduction de 3,6 Mbpj comparativement à l'entente de 2016).
L'OPEP interpelle la Russie et d'autres pays producteurs qui ne sont pas membres de l'OPEP mais qui font partie de l'OPEP+ de participer à cet effort. Le 6 mars 2020, la Russie refuse de collaborer, ce qui met fin à l'entente informelle de 2016. Le prix du pétrole diminue de 10 % dans les jours qui suivent l'annonce,.

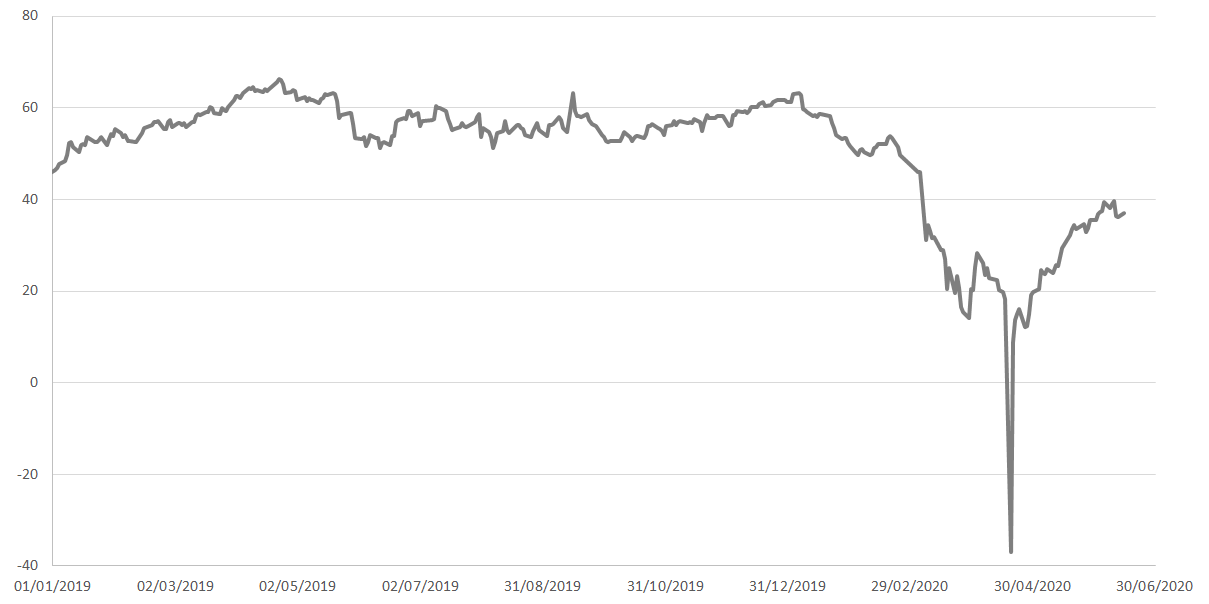
Évolution du prix quotidien du WTI du 1 janvier 2019 au 15 juin 2020. Le 20 avril 2020, son prix est négatif pour la première fois de son histoire.

En réponse au refus russe, l'Arabie saoudite réduit le prix de son pétrole et décide d'augmenter sa production, peut-être pour forcer la Russie à retourner à la table de négociations. Toutefois, puisque la demande mondiale de pétrole est en fort recul comparativement à 2019 — la Chine, qui consomme environ 14 % de la production mondiale du pétrole, a beaucoup réduit ses activités à cause de la pandémie de Covid-19, et les transporteurs aériens, qui consomment 8 % de la demande mondiale, ont aussi considérablement réduit leurs activités pour la même raison —, la tactique retenue par l'Arabie saoudite pourrait nuire à ses intérêts. Pour sa part, la Russie, en refusant de réduire ses quotas de production, semble poursuivre trois objectifs : mettre à mal l'extraction d'huile de schiste aux États-Unis (industrie bénéficiaire à cause des prix élevés du pétrole), forcer les États-Unis à réduire leur production pétrolière (pour faire remonter le prix du pétrole) et répliquer à la décision de « Donald Trump de sanctionner la construction du gazoduc Nord Stream 2 » (un second gazoduc qui vise à alimenter l'Europe en gaz naturel russe). Selon Rosneft, si la Russie avait accepté une baisse de production de pétrole pour maintenir le prix au niveau de février 2020 par exemple, l'huile de schiste américain aurait trouvé preneur sur le marché mondial de l'énergie, ce qui n'aurait pas été favorable à l'écoulement du pétrole russe. En février 2020, l'administration Trump a également imposé des sanctions contre Rosneft, la plus importante société de la Russie par le chiffre d'affaires,.
Même si le prix du baril de pétrole remonte à partir de la semaine du 9 mars, le président des États-Unis, Donald Trump, déclare le 19 mars 2020 vouloir « agir en tant que médiateur pour faciliter la guerre de l’offre en pétrole entre l’Arabie saoudite et la Russie ». Le pays est en effet un grand consommateur de pétrole et le plus grand producteur de pétrole en 2020 ; la viabilité économique de son industrie d'extraction d'huile de schiste est menacée par la diminution des prix du pétrole,. À la mi-mars 2020, la Banque centrale du Nigeria dévalue la monnaie du pays, le naira, face au dollar américain, pour tenter de réduire les impacts économiques consécutifs à la dévaluation de son marché des actions et à la valeur de ses obligations. Vers la fin mars 2020, la Norvège, plus grand exportateur de pétrole de l'Europe, voit une diminution de sa devise relativement à l'euro ; la Banque centrale de la Norvège envisage alors d'intervenir pour soutenir le cours de la devise, pour la première fois en deux décennies.
Pendant les négociations du 5 mars à Vienne, les responsables russes arguent qu'il est trop tôt pour appliquer des réductions (mais ils ignorent alors l'impact à venir de la pandémie de Covid-19) sur la production et que la deuxième guerre civile libyenne (en cours depuis 2014) a réduit la production mondiale d'environ 1 Mbpj, ce qui compense la baisse de la demande à ce moment.
Le 3 avril, les ministres de l'énergie et des affaires étrangères de l'Arabie saoudite publient un communiqué dans lequel ils critiquent le refus du président russe Vladimir Poutine de collaborer.
Plus tard, l'OPEP et la Russie annoncent vouloir réduire leur production de 10 Mbpj dès le mois de mai. Ensuite, leur production devrait augmenter en l'espace de quelques mois pour atteindre une réduction de 6 Mbpj en janvier 2020. Toutefois, la réalisation de ce projet est conditionnée au soutien des États-Unis, premier producteur mondial de pétrole. Même avec cette réduction, Fatih Birol, directeur de l'Agence internationale de l'énergie, estime que les réserves de pétrole augmenteront de 15 Mbpj dès le second trimestre et que 50 millions d'emplois, liés au raffinage et à la vente, sont en jeu.
Le 12 avril 2020, l'OPEP, la Russie, les États-Unis et d'autres pays, au terme d'une rencontre de négociations, annoncent vouloir réduire la production mondiale de 9,7 Mbpj à partir du 1er mai dans le but de faire remonter le prix du baril de pétrole.
Le Canada, 4e plus important producteur de pétrole brut mondial, n'a pas officiellement décidé de souscrire à l'entente. Le gouvernement fédéral des États-Unis, même s'il adhère à l'entente, n'a aucun pouvoir de coercition envers les producteurs de pétrole ; cette industrie est en effet régie par chaque État américain, et les autorités du Texas, principal producteur pétrolier des États-Unis, sont divisées sur la question.
Des experts affirment que la réduction de 10 Mbpj est insuffisante pour faire remonter le prix du baril de pétrole puisque la demande mondiale est nettement plus faible que la production en cours. Des propositions de réduire encore plus l'offre, de 15 à 20 Mbpj supplémentaires, ont été émises lors des négociations, mais les participants ont refusé.

## Suites
Le 9 avril, l'agence de presse Reuters rapporte que « si l'Arabie saoudite échouait à réduire le débit, les sénateurs américains demanderaient à la Maison blanche d'imposer des sanctions envers Riyadh, de retirer les troupes américaines du royaume et d'imposer des tarifs sur le pétrole saoudien »,.
Vers la fin avril, des experts prédisent que la production mondiale devrait être réduite de 30 Mbpj pour faire remonter le prix du baril. Aux États-Unis, « marché enclavé », les réserves auraient atteint de 70 % à 80 % des capacités de stockage nationales, ce qui explique que le prix du baril US se vend en moyenne sous les 13 US$ au 20 avril 2020.
Au début juin 2020, l'OPEP et d'autres pays producteurs de pétrole décident de prolonger d'un mois leur accord de réduction, qui aurait permis de faire doubler le prix du baril en l'espace de deux mois. La Russie et l'Arabie saoudite souhaitent que le prix du baril de pétrole soit plus élevé, tout en ne permettant pas aux producteurs américains de pétrole de schiste d'atteindre un bénéfice. Toujours au début juin 2020, « il reste encore à l'OPEP un milliard de barils de stocks de pétrole excédentaires accumulés depuis mars ».

### Citations originales
1. ↑  (en) « If Saudi Arabia failed to rein in output, US senators called on the White House to impose sanctions on Riyadh, pull out US troops from the kingdom and impose import tariffs on Saudi oil. »